# 松田亜矢香
松田 亜矢香（まつだ あやか、1991年2月16日 - ）は、日本の 演出家、プロデューサー、女優、クリエイティブ・ディレクター。大阪府吹田市出身。大阪芸術大学芸術学部舞台芸術学科卒業。

## 略歴
1991年大阪農家の生まれ。
大阪芸術大学在学中より関西大手テーマパークや舞台でアクターを務める。フリーランスとしてさまざまなイベント、舞台、ショー、テーマパークのプロデュースやディレクションを担当する。
2018年に株式会社MTCを設立。シャ乱Qはたけプロデュースの音楽フェス『千日前フェス』の運営代表、マレーシア王室文化交流ショーの出演、道頓堀を走るエンタメ船とんぼりリバークルーズのプロデュース・演出など多岐にわたりエンターテイメントプランナーとしても幅広く活動中。
夢は、街をテーマパークにすること。

## 作品
プロデュース・演出
- 道頓堀とんぼりリバークルーズ『OTPとんぼり調査船』(2020年〜)
- 大阪テーマパーククルーズ in 中之島2021(2021年12月26日)
- エンターテイメント型学童保育エチュードキッズシアター(2021年〜2023年)
- 秋の水都大阪ウィーク 『なにわの水辺百景クルーズ』(2022年11月5日 備考：ミャクミャク, もずやん, 大阪府)
- ビル一棟イマーシブシアター『秋の鹿は笛を踏む』(2023年11月)

運営・制作
- アドベンチャーワールド ウインターナイトマリンファンタジー『UNISON』［2018年〜2019年］
- 『観客選択型演劇 Choose My Life！』［2019年〜2021年］
- 『観客選択型演劇 Choose My Story！』(2021年〜)
- 道頓堀歴史ミュージアム並木座(2021年〜)
- 『NEXT Food Fes』(2023年10月、大阪万博記念公園)

書籍
- 『誰にも振り回されない輝く女性になれる20の生き方』Rashisa出版。2021.11。ISBN 9784802132916。